# Teracotona rhodophaea
Teracotona rhodophaea är en fjärilsart som beskrevs av Walker 1864. Teracotona rhodophaea ingår i släktet Teracotona och familjen björnspinnare. Inga underarter finns listade i Catalogue of Life.